# Памятник в честь 900-летия Прилук
Памятник в честь 900-летия Прилук — монументальный памятник в честь 900-летия города Прилуки, районного центра Черниговской области Украины.

## Общие сведения
Монумент расположен в историческом центре Прилук на валу под Удаем. Памятник был открыт 22 августа 1992 года. Автором монумента является скульптор С. Т. Кантур.

## Описание
Памятник в честь 900-летия Прилук представляет собой две высокие стелы, поставленные близко друг к другу, увенчанные четырёхгранным куполом с позолоченным шпилем, у подножия которых 4-метровое бронзовое скульптурное изображения Владимира Мономаха в полный рост на троне. В правой руке у него перо, в левой держит пергамент со словами:
В лето 1085… и когда мы ехали в Прилук-город, то стрелы нас врасплох половецкие князья. Восемь тысяч воинов и хотели мы с ними итак сражаться, да оружье отослали вперед на повозках и вошли мы в огород. Поучение Владимира Мономаха сыновьям".
В 2012 году в ходе реставрационных работ в исторической зоне Прилок стелу позади памятника убрали, а памятник поставили на новый, гранитный постамент с лестницей. Открытие обновлённого памятника и новой одноимённой площади Владимира Мономаха состоялось на праздник Покрова, 14 октября 2012 года